# Села-при-Зайчєм Врху
Села-при-Зайчєм Врху (словен. Sela pri Zajčjem Vrhu) — поселення в общині Ново Место, регіон Південно-Східна Словенія, Словенія. Висота над рівнем моря: 341,8 м.